# Marmosini
Marmosini – plemię ssaków z podrodziny dydelfów (Didelphinae) w obrębie rodziny dydelfowatych (Didelphidae).

## Rozmieszczenie geograficzne
Plemię obejmuje gatunki występujące w Ameryce.

## Systematyka
Do plemienia należą następujące występujące współcześnie rodzaje:
- Marmosa J.E. Gray, 1821 – oposek
- Tlacuatzin Voss & Jansa, 2003 – myszoopos
- Monodelphis Burnett, 1829 – monodelf

Opisano również rodzaj wymarły:
- Thylatheridium Reig, 1952